# La ragazza dal pigiama giallo
La ragazza dal pigiama giallo è un film del 1978 diretto da Flavio Mogherini.

## Trama
Sulla spiaggia nei pressi di Sydney, fra i rottami di un'auto data alle fiamme, viene trovato il cadavere di una ragazza col volto carbonizzato, che indossa i resti di un pigiama giallo. Ai due giovani colleghi incaricati ufficialmente delle indagini si affianca, malvisto, l'anziano ispettore Thompson, ormai in pensione.
In precedenza, la giovane olandese Glenda, pur essendo sposata con l'italiano Antonio, continuava a frequentare i suoi amanti: il maturo chirurgo Henry Douglas e l'operaio Roy. Dopo aver perduto il figlio, ancora in fasce, avuto da Antonio, la donna decide di abbandonarlo per unirsi al medico, che però la respinge. Seguendo i suggerimenti di Roy, che l'accompagna, Antonio ritrova la moglie: c'è, tra i due, una lotta, durante la quale Glenda viene ferita, tanto da sembrare morta. Roy la chiude nel bagagliaio della sua automobile.

## Distribuzione
Il film è uscito nelle sale il 12 gennaio 1978.